# Ğeňiš Čokusu
De Pik Pobedy (Russisch: Пик Победы), Overwinningspiek, Tuomur Feng of Ğeňiš Čokusu is met een hoogte van 7439 meter de hoogste berg in de Tiensjan en van de republiek Kirgizië. De berg bevindt zich op de grens tussen Kirgizië en China.
De berg werd tot 1946 als de op een na hoogste berg van de Tiensjan beschouwd: in dat jaar werd bekend dat de 15 km noordelijker gelegen Khan Tengri iets minder hoog was. Als de ijskap op de laatste berg buiten beschouwing wordt gelaten, is de Ğeňiš Čokusu de noordelijkste zevenduizender van de wereld.
De top is een van de vijf zevenduizenders op het grondgebied van het voormalig Sovjet-Unie die beklommen dient te worden voor het verkrijgen van de Sneeuwpanteronderscheiding.

## Naam
De berg werd in 1938 Pik 20-ti Letiya Komsomola genoemd ter ere van de 20e verjaardag van de jeugdbeweging Komsomol. Hij draagt zijn huidige naam sinds 1946 en is te danken aan de overwinning van de Sovjet-Unie in de "Grote Vaderlandse Oorlog", de Tweede Wereldoorlog. In deze periode kreeg een groot aantal bergen in dit gebied ideologisch gekleurde namen. Zowel de Kirgizische als de Russische naam van de berg betekenen hetzelfde. De berg staat ook bekend onder de naam Pobeda (Rus. победа), kortweg het Russische woord voor "overwinning". De Chinese naam Tuomuer Feng komt uit het Oeigoers: in die taal heet de berg Tömür, wat "ijzer" betekent.

## Beklimmingen
Een sovjetteam claimde de eerste succesvolle beklimming in 1938. Daar zij de top op 6.900 meter situeerden, wordt deze beklimming vaak niet erkend. In 1943 bleek bij een nieuwe meting dat de top zich 600 meter hoger bevindt. In 1956 bereikte een sovjetteam onder leiding van Vitali Abalakov de top. In 1977 volgde een eerste beklimming langs de Chinese zijde door een Chinees team.
De beklimming staat geboekstaafd als moeilijk. De normaalroute volgt over 12 km de berggraat die voor het grootste stuk boven 7.000 meter ligt. Verder is het er over het algemeen zeer koud door de noordelijke ligging van het massief en is er een groot lawinegevaar.
Het basiskamp voor de beklimming is hetzelfde als dit voor de beklimming van de Khan Tengri.